# 古川宏一郎
古川 宏一郎（ふるかわ こういちろう1975年5月11日 - ）は、日本の実業家。元横浜マリノス株式会社代表取締役社長。現公益社団法人ジャパン・プロフェッショナル・バスケットボールリーグ（Bリーグ）代表理事COO。

## 人物・経歴
2000年4月、Nokia Japan株式会社に入社。Nokia U.K.を経て、2004年、日産自動車株式会社に入社。同社商品企画部車種横断戦略室、同企画室、同ゼロエミッション事業本部主担等を担当。2010年、フォーアールエナジー株式会社経営企画部長に就任。2015年、日産自動車株式会社グローバルセールス本部EVオペレーション部主担に就任。2016年、同社日本マーケティング本部EV事業本部長に就任。
2017年から2018年、横浜マリノス株式会社代表取締役社長。
2020年、公益社団法人ジャパン・プロフェッショナル・バスケットボールリーグ代表理事COOに就任。